# Therese Mogger
Therese Mogger, née Therese Geiger en 1875 à Ottobeuren et morte en 1956, est une architecte allemande. Elle est la première femme à être admise à l'association des architectes allemands en 1919.

## Biographie
Therese Mogger est issue d'une famille aisée qui dirige une brasserie dans le monastère bénédictin d'Ottobeuren. Elle suit une formation d'enseignante avant de se marier.
Au début des années 1900, elle touche un héritage qui la rend économiquement indépendante. Elle divorce. Elle suit les cours d'architecture à l'Université technique de Munich. Depuis 1904, les femmes sont admises comme étudiantes invitées dans les universités bavaroises. Elle ne peuvent pas passer les examens ni obtenir de diplôme.
Therese Mogger rencontre Elisabeth von Knobelsdorff, avec qui elle poursuit ses études en 1909 à l'Université technique Berlin-Charlottenburg. Elisabeth von Knobelsdorff est autorisée à passer l'examen final et obtient le diplôme universitaire d'ingénieur. Au cours de ses études, Therese Mogger acquiert une première expérience pratique chez un entrepreneur sur le lac de Constance et dans un bureau d'architecte à Mühlheim. Elle réalise des dessins pour des projets de logement.
À partir de 1911, elle s'installe à Dusseldorf² et ouvre un bureau d'architecte. Elle achète un terrain et construit des immeubles d'habitation multifamiliaux dans le quartier récent de Gerresheim. Il s'agit de bâtiments dotés de cages d'escalier disposées au centre ou sur les côtés et d'un à deux appartements par étage. Les pièces à vivre sont spacieuses et donnent sur la rue. Côté cour, en plus de la cage d'escalier, se trouvent les cuisines avec des pièces en enfilade et éventuellement aussi des chambres. Les façades sont structurées par des avant-corps et des ornements géométriques. Les maisons sont habitées par des membres de la classe moyenne urbaine. Dans un journal local, Therese Mogger présente des projets de maisons individuelles compactes à prix abordable. Elle conçoit les maisons sur de grands terrains avec des potagers, des parterres de fleurs et des buissons. Les clients choisissent entre différents types de façades.
Le métier d'architecte ne fait pas encore l'objet d'une réglementation. Les différents métiers de la construction utilisent ce terme. Les associations professionnelles fixent des normes élevées quant aux qualifications de leurs membres. Avant chaque nouvelle admission, l'Association des architectes allemands (BDA) exige trois lettres de recommandation des postulants comme preuve de leurs qualifications. En 1919, Therese Mogger est la première femme à être accepté au BDA en tant qu'architecte.
Après la Première Guerre mondiale, Therese Mogger s'écarte du style architectural traditionnel et se tourne vers le Neues Bauen. Elle adopte les toits plats, les volumes cubiques, les fenêtres horizontales. Elle construit des bâtiments d'infrastructure, une crèche, un club-house à usage commercial des résidences pour célibataires. Elle vit à Düsseldorf jusqu'en 1947. Elle décède en 1956 à Ottobeuren.

## Engagement

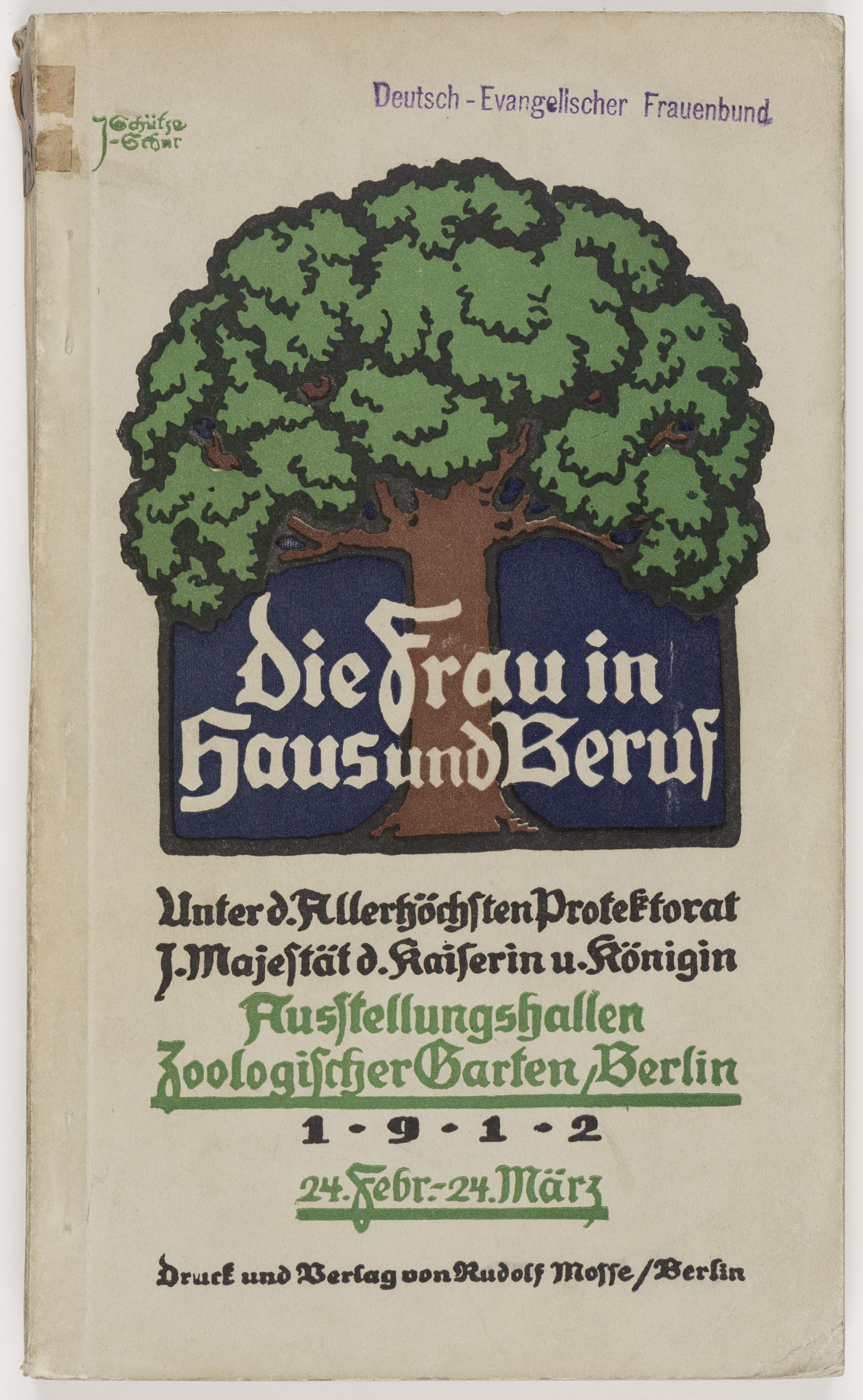
La femme au foyer et à la carrière Catalogue 1912

Therese Mogger s'implique pendant de nombreuses années à  l'Association des Artistes de Düsseldorf fondée en 1911. Les objectifs de l'association, sont de rendre visibles les réalisations artistiques des femmes et de créer des opportunités d'exposition.
En 1912, l'exposition Les femmes au foyer et au travail a lieu dans les salles du Jardin zoologique de Berlin. Cette exposition est organisée par le Lyceum Club Berlin et a pour objectif de montrer l'émancipation des femmes. Therese Mogger  participe à l'exposition aux côtés d'Elisabeth von Knobelsdorff et d'Emilie Winkelmann. Elle montre un projet de manoir et les projets de maisons individuelles à Düsseldorf. C'est la première exposition montrant des réalisations de femmes en tant que conceptrice de bâtiments et la première exposition de femmes architectes en Allemagne.
Lilly Reich et Else Oppler-Legband organisent une autre présentation des réalisations des femmes à l'exposition du Werkbund de Cologne en 1914. Un concours destiné aux femmes architectes d'Autriche et d'Allemagne est lancé pour la Maison des femmes.

Affiche Bugra Leipzig 1914

Therese Mogger expose avec Elisabeth von Knobelsdorff à la Maison des femmes de Cologne.
Elles présentent également leur travail lors de l'Exposition internationale du livre et du graphisme à Leipzig en 1914, Therese Mogger présente des photos de ses projets en construction ou achevés, ainsi qu'une maquette.

## Expositions (sélection)
- 1912 : La femme au foyer et au travail, Projet pour le manoir de Gut Halbersberg (Bavière) [9]
- 1914 : exposition du Werkbund de Cologne
- 1914 : Les femmes dans le métier du livre et du graphisme, Exposition universelle de l'industrie du livre et du graphisme [10]
- 1920 : Exposition d'art au palais des arts municipal de Düsseldorf[11]
- 1922 : Exposition d'art au palais des arts municipal de Düsseldorf[12]
- 1930 : Exposition d'art sans jury Düsseldorf[13]

- 2017 : Frau architekt, Musée allemand de l'architecture, Francfort-sur-le-Main[14]
- 2020 : Frau architekt, à la Chambre des architectes de Rhénanie du Nord-Westphalie, à la Maison des architectes de Düsseldorf[15]